# レ・ヴェリエール

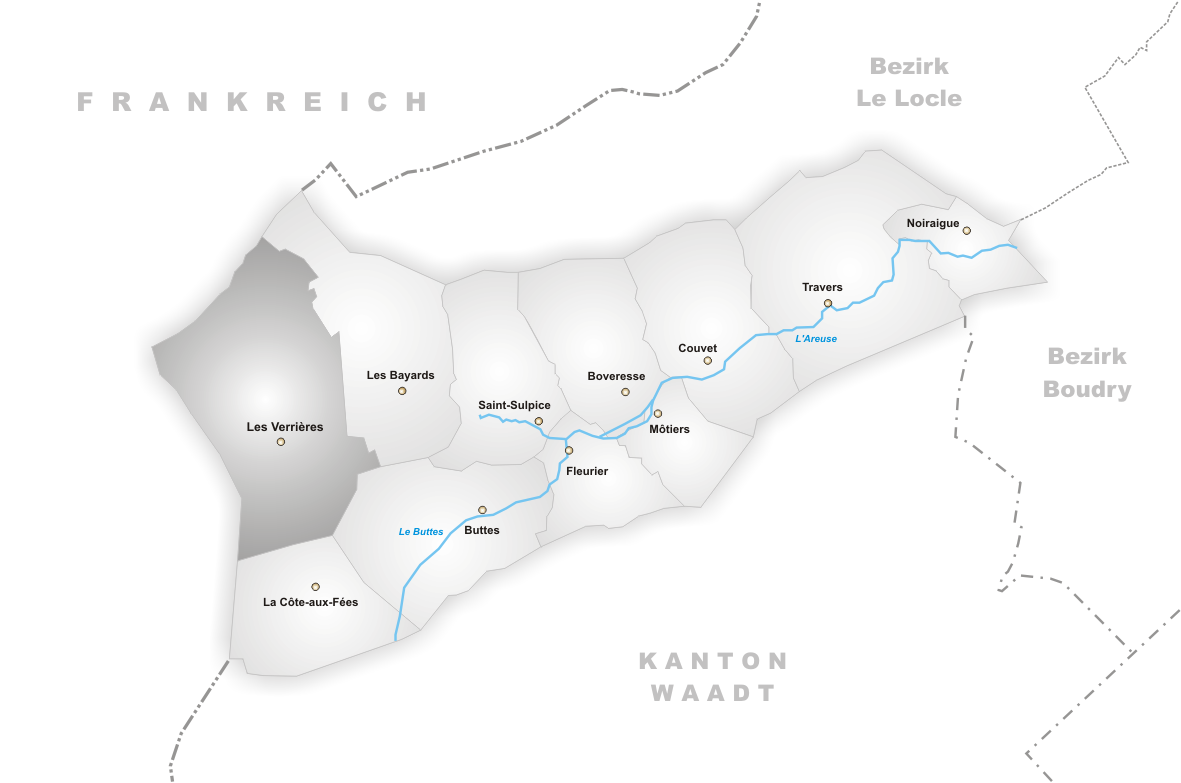
レ・ヴェリエールの位置

レ・ヴェリエール（仏語Les Verrières、「大きなガラス屋根」の意）は、スイスのコミューンのひとつ。西部ヌーシャテル州ヴァル・ド・トラヴェール県（Val-de-Travers）に属し、フランスとの国境に位置する村である。フランス語圏。
フランス側には、同音異義語のヴェリエール・ド・ジュー（Verrières-de-Joux、ドゥー県）という村があり、スイスのコミューンと接している。
北緯46度54分、東経06度29分、標高930メートルに位置し、総面積は28.68平方キロメートル。総人口720人（2005年現在）、人口密度は25.31人/平方キロ。住人の呼称は「ヴェリザン Verrisans」であり、これはフランス側のヴェリエール・ド・ジューの住民も同様である。

## 映画
1967年、イヴ・イェルサン、クロード・シャンピオンら、南隣ヴォー州の20代の映画監督たちが、製作会社「ミロス・フィルム」を発足、同州ローザンヌのほかにこの山村に本拠地を置いた。

## 註
1. ↑  ヌーシャテル州ヴァル・ド・トラヴェール県内部以外の地図上の表記はドイツ語である。左に接するFrankreichとは「フランス」の意。